# A kvékerek története
A kvékerek története keresztény gyökerekkel rendelkezik. A kvékerizmus rögzített hitvallás nélküli vallásfelekezeti mozgalom, melynek istentisztelete a csenden és a lélek hallgatásán alapul. Gyakorlataiban a mai kereszténység normáitól oly mértékben tér el, hogy szükséges kialakulását vázlatosan leírni, ha meg akarjuk érteni lényegét. Bár magyar vonatkozása nem jelentős (ha létezik egyáltalán), annyiban mégis érdekes, hogy története tipizálja a kisebb protestáns felekezetek általános fejlődési jegyeit. Az európai reformáció Angliában sajátos fejlődésen ment keresztül, ennek két fő oka volt: 1.) az angol egyház irányítása az átalakulás eredményeként az állami vezetés részévé vált (míg Európában az állami vezetés az egyház fennhatósága alatt állt), 2.) a polgárháború eredményeként kialakult politikai légkör alkalmassá vált „lelki kísérletezés”-ekre. Ebből a szabadságból alakultak ki azok a vallásos mozgalmak, melyek csoportosulásait ma kvékerek (remegők), seekerek (keresők), ranterek (hantázók) és levellerek (egyenlítők) stb. néven ismert.

## Kvékerek, barátok
A kvékerek az igazságot, egyenlőséget és egyszerűséget gyakorolják és békéhez vezető ösvényeket követik. A 17. századi Angliában alakult vallásos közösség hivatalos neve ugyan „Barátok Vallásos Társasága”, de köznapi szóhasználatban, mint az úgynevezett „történelmi béke gyülekezetek” egyike, főleg kvékerek vagy barátok néven ismertek. Manapság a világ sok részén élnek, nagyobb számban az Egyesült Államokban, Kenyában és Bolíviában, összesen mintegy 600 000 taggal. Clevelandben egy állandó állami múzeumi kiállítás őrzi a számottevő helyi kvéker befolyás emlékeit, de Philadelphia környékén egész települések élnek virágzó életet a mai napig is.
A közösség tagjai magukat „barátoknak” hívják János 15:14 alapján „Ti az én Barátaim vagytok, ha azokat cselekszitek, amiket én parancsolok néktek.”. A „kvékerek” (remegők) név eredetét illetően több történet is ismeretes. Az egyik ilyen történet szerint ez a név egy gúnyos sértésnek volt szánva, amikor Derby város törvényszéki bírája Bennet, mérgesen kvékereknek hívta a rendháborításért sokadszorra letartóztatott csoportot, mert vezetőjük, George Fox nyilatkozatában ismét alázatosan megkérte őt, hogy „remegjen az Isten szava előtt”. Mások szerint a barátok belső feszültségüktől szinte remegni látszanak istentiszteleti gyülekezésük idején és innen ragadt rájuk a „remegők” elnevezés.
Az évszázadok során a világtól való elkülönülésüket néhány más vallási csoportosuláshoz (mint például ámisok, hutteriták és mennoniták) hasonlóan sajátosan egyszerű öltözködéssel és beszédmodorral is kifejezték. A ruházat egyszerűsége annak simaságában, mindenféle díszítés kerülésében, egyenes szabásában mutatkozott meg, gombok helyett kapcsokat használtak még a férfiak ruháin is és teljesen mellőzték a hajtókákat. Beszédükben pedig kialakítottak egy sajátos nyelvtani szerkezetet alkalmazó, régiesnek tűnő, fennkölt beszédmodort, ami a beszédbeni túlzásokat és tagadásokat egyaránt elsimította és hangzásában is ténylegesen, alázatosan kijelentésszerűnek tűnt. Ezek a jellegzetességek a 20. század második felében ritkasággá váltak.

### Kezdetek
A 17. század második felének elején néhány „tősgyökeres” puritán hitszónok, mint – többek között – George Fox, James Nayler és Edward Borrough, egymástól függetlenül, hasonló hitbeli meggyőződésekre jutottak. Idővel közös meglátásuk tanításaik azonosságában is megnyilvánult, s bár formálisan nem szövetkeztek, gyülekezeteik egymást elismerték. Fox és a többi korai kvéker tanítók hittek abban, hogy minden ember közvetlen, közbenjárók (mint papok vagy szentségek) nélküli kapcsolatot tarthat fenn Istennel. A barátok nyelvhasználatában ez az alapvető gondolat nyilvánul meg olyan kifejezésekben, mint „mindenki Istene”, „belső világosság”, „benső Krisztus”, „belül lévő Krisztus lelke” stb. Hagyományosan George Foxot tekintik a barátok megalapítójának, bár ez a megállapítás az ő szerepét erősen túlhangsúlyozza és csupán azzal igazolható, hogy Fox túlélte lelki barátait és lelkiismeretesen vezetett részletes naplója a közösség korai idejének leghitelesebb beszámolójának tekinthető. Mégis, az ő élete alkalmasnak látszik kora sajátosságainak megvilágítására. 1644-ben, 19 éves korában került el otthonról, mikor egy három évig tartó vallásos kereső-kutató útra indult. Majdnem 22 éves volt, amikor meghallotta „Krisztus hangját” és a „belső világosság” által egy személyes átalakuláson ment át. Ennek nyomán 1648-ban nyilvánosan kezdett igét hirdetni. A 17. század második felében a Cromwell vezette Angliában a puritanizmus volt az általánosan uralkodó vallási nézet ugyan, de a vallási és politikai véleményeltérések egyre jobban kiéleződtek. Fox az ilyen, eltérő véleményeket hangoztatók egyike volt, mivel a korabeli vallásos gyakorlatok némelyikét a keresztény hittel összeegyeztethetetlennek találta. Így például különösen tűrhetetlennek vélte a fizetett papságot és az állam által fenntartott templomokat (amiket ő „tornyos-házaknak” csúfolt), mivel úgy hitte, hogy mindenki hirdetheti az igét és a keresztények minden istentiszteleti összejövetele egyformán jogosult. Ennek megfelelően a hagyományos kvéker istentiszteletnek nem volt egyetlen kinevezett vezetője, hanem a hívők csendben gyülekeztek és a csendet csak az törte meg, ha valaki a lélek által indíttatva volt, hogy beszéljen. Fox úgy vélte, hogy a puritánok abban is hibáznak, hogy az Írásokat szó szerint értelmezik, azaz az úgy nyert értelmüket magasabb tekintélyben tartják, mint a „megistenült szentek” személyes tapasztalatait. Ezt Pál apostol szavaival mutatta ki: „…mert a betű megöl, a lélek pedig megelevenít.” (2Kor.3:6). Munkásságát nyilvános helyeken és gyülekezetekben való beszédekkel kezdte és e szokását élete végéig megtartotta. Gyakran a Nemzetközösség korabeli szokásainak megfelelően a „tornyos-házakban” a prédikálás befejezése után felállt és „leleplezte” a csak hallott tanítás hibáit, ami elképzelhetően is súrlódásokhoz vezetett Fox és a helyi vallási vezetők között és gyakran Fox sérelméhez vagy bebörtönzéséhez vezetett. 1652-től Fox közeli kapcsolatba került egy meglehetősen lazán szervezett vallásos mozgalommal, amit seekereknek (keresők) neveztek. A keresők általában úgy érezték, hogy napjaik minden szervezett egyháza velejéig romlott és csendes megadással várták, hogy Isten visszaállítsa birodalmát akár lelkileg, akár testi mulandóságban. Sok gyakorlatuk nagyon hasonlított a növekvő kvéker mozgalomhoz: istentiszteleteikben elkerültek minden szertartást, csendben gyülekeztek, ami Foxon keresztül a barátok gyakorlatává is vált. Fox a vallási dogmák mellett az angol kultúra sok más területét is élesen kritizálta és különösen a tekintéllyel való visszaélés tüneteit bírálta. Néhány más kvéker vezető személyiséggel 1661-ben nyilvános nyilatkozatot tett az ún. Béke Bizonyságukról. Mivel sok kvéker támogatta a puritán forradalmat, némelyek (mint például Nayler is) Cromwell Új Modell Seregének (New Model Army) tagjai is voltak, így nem világos, hogy mennyire voltak a pacifista nézetek elterjedve, de azt tudjuk, hogy ezután a kvékerek arra az álláspontra helyezkedtek, hogy az igazságtalansággal szembeni helyes hozzáállás nem az erőszak alkalmazása, sem a beletörődés vagy behódolás, hanem a békés együtt-nem-működés. Fox társadalmi kritikája nagyban hasonlított nem csak a kvékerek (remegők), seekerek (keresők), ranterek (hantázók) és levellerek (egyenlítők) nézeteihez, hanem sok követőre talált Cromwell mozgalmának elégedetlenjei között is. Mindazoktól eltérően azonban Fox tanításaiban sürgette a Isten bensőleg megjelentetett akaratán és az igazságtalanságokkal szembeni nyilvános békés ellenálláson alapuló eredeti keresztény hit és hitgyakorlat felújítását. A korai barátok magukat „feléledt őskeresztényeknek” tartották – William Penn szavai szerint – és a puritán és anglikán üldözőiket egyaránt a farizeusok képviselőinek vélték.

### Nayler jele
1656-ban az egyik népszerű kvéker igehirdető, James Nayler, a kvékerek rendes hitén túllépett, mikor zivataros esőben belovagolt Bristol városába néhány emberrel és asszonnyal, akik ruhájukat a dagadó sárba, Nayler lova lábai alá vetették, miközben hangosan énekeltek: „Szent, szent, szent” – nyilvánvalóan Jézus Jeruzsálembe való bevonulását imitálva. Bár ez a félresikerült színjáték azt volt hivatott kihangsúlyozni, hogy „Krisztus Világossága” minden személyben benne van, a jelenlévők többsége azt gondolta, hogy Nayler és követői Naylert Jézus Krisztusként mutatták be. Mai szemmel nézve Nayler felvonulása talán nem látszik olyan mértéktelennek más, korabeli kvéker megnyilvánulásokhoz képest (ugyanis a korábban már említett gyakori istentiszteleti zavargások mellett, néha a lelki ártatlanságot szimbolizálva férfiak és nők meztelenül is „demonstráltak”), de akkoriban a kvékerek már erős nyomás alatt voltak a „Belső Világosság” elve miatt, mert az a Krisztussal való egyenlőségre utalt. Nem csoda tehát, hogy ez a kétséges szimbolizmus sokak szemében a tűzzel való játszásnak tűnt. A csoportot letartóztatták, átadták a parlamentnek, ahol – valószínűleg törvénytelenül – megbírálták őket. Nayler tévhitű nézetei eléggé felbosszantották a parlamentet ahhoz, hogy istenkáromlásért kegyetlenül megbüntessék és visszaküldjék Bristolba „örök” börtönbüntetésre. A kivégzést így éppenhogy elkerülve, ott két botozást kapott, homlokára „B” betűt sütöttek, nyelvét izzó vassal kilyukasztották és két évi kemény munkára osztották be. 1659-ben szabadult ki testileg megtört emberként és egy év múlva egy rablás áldozataként kapott sebeibe halt bele, 42 éves korában. Ez az esemény azután természetesen nem segítette a kvéker mozgalom hitelét növelni a puritán vezetők szemében, minthogy sokuk akkoriban Naylert tekintette a mozgalom tényleges vezetőjének Fox helyett, aki akkor börtönben volt. Sok történész a korai kvéker történelem fordulópontjának tekinti ezt az esetet, mert sok más vezető, különösen Fox, ezután egyre jobban igyekezett a csoport tekintélyét növelni az egyének elhajlásának megakadályozására. Az 1660-as és 1670-es években Fox sokat utazott országszerte és munkája során kialakult egy formális szerkezet a havi-(helyi), negyedéves-(területi) és évi-(országos) értekezletek formájában, ami a mai napig is fennáll.

### További történet
A barátok története az elszigetelődés, szakadások és külső hanyatlások által való próbák története a kezdetektől fogva, de e nehézségek ellenére élő tanúságként őrizték meg hitük lényegét, azt hogy Jézus Krisztus valóban feltámadt és ma is beszél mindazokhoz, akik hallgatnak rá és követik őt. Néhány kisebb szakadástól eltekintve, a Barátok Vallásos Társasága a 19. századot egységes keresztény testtel kezdte. Az 1600-as években a legfontosabb nézeteltérés az amerikai függetlenségi háborúban részt vevő nem-pacifista kvékerek okozták, akik kis számban ugyan, de felhagytak a csoport szigorú békeszeretetével. A Társaság meglehetősen egységes volt hitelveket és gyakorlatokat illetően, de a külsődleges összhang egy belső hanyatlást fedett el. Ahogy az első generációs barátok elhaltak az 1700-as évek elejére, a Társaság egyre növekvő mértékben csak öröklődés útján maradt fenn, azaz a tagságot hitük, meggyőződésük helyett, életformájuk tartotta össze. Tehát a következő generáció nagymértékben csupán névleges tagokká vált, minthogy a korai barátok tapasztalataiból következő meggyőződések hiányolták. A Társaságon belüli növekvő gazdagság és kényelem szükségszerűen növekvő elvilágosiasodáshoz vezetett, ami nemcsak a külső fegyelemhez való ragaszkodást, hanem a belső elkötelezettséget is elhalványította. Ez a folyamat az 1700-as évek közepétől nyilvánvaló volt, de a vezetés a probléma gyökere helyett a megjelenési tüneteket próbálta kezelni és a barátok külső életvitelét szabályozó fegyelem megtartását erőltették. Ennek nyomán a ruházat és beszéd egyszerűsége lett az „állhatatos” barát fémjele. A ruházat egyszerűsége annak simaságában, mindenféle díszítések elkerülésében, egyenes szabásában mutatkozott meg, gombok helyett kapcsokat használtak még a férfiak ruháin is és teljesen elkerülték a hajtókákat. Beszédükben pedig kialakítottak egy sajátos nyelvtani szerkezetet alkalmazó, régiesnek tűnő, fennkölt beszédmodort, ami a beszédbeni túlzásokat és tagadásokat elsimította, s hangzásában is ténylegesen, alázatosan kijelentésszerűnek tűnt. Ez az egyszerű élet megóvta a barátok külső- és belső életét a világ kísértései által való megrontásától. Erről írt az 1922-es Ohio Éves Értekezlet jegyzőkönyve (79. oldal): „… ez a ritkaság (ruházat és beszéd) nem minden haszon nélkül való. Bizonyos értelemben ez olyan, mint egy élősövény körülöttünk, mely ugyan nem teszi a bekerített földet sem gazdaggá, sem gyümölcsözővé, de gyakran megakadályozza az olyan behatásokat, amelyek a gazda munkáját megrontanák, vagy elpusztítanák.”
Ez mind igaz, azonban idővel ezen „élősövény” ápolása lett a Társaság vezetőinek fő munkaterülete, ami előre láthatóan is csak egy szigorú, de üres életvitelhez vezethetett. A barátok életének e külsődlegességét csak rontotta a külső megjelenés (ruházat, beszéd), mint a „józanság” mércéjének kihangsúlyozása és a hívőknek a keresztény hit alapjait érintő széles körű tájékozatlansága.

#### Liberális irányzatok
A 18. századi felvilágosodás kora hozta magával az egyéni és önálló gondolkodást és a felszabadult vallási nézeteket, melyek erősen hatottak a barátokra is. Ez a hatás főleg Amerikában volt jelentős. A francia- és amerikai forradalmak népszerűsége és könyvek, mint Paine Tamás Az Értelem Kora című műve is, sokak számára a vallásos hit szabadságát, a hitvallásuk szerves részévé tették. Ez nyilvánult meg a kor Írországában és Amerikájában is.

##### Meghasonlás Istennel ~ Írországi szakadás
A 18. század utolsó éveiben számos Ír Barát, mint Shackleton Ábrahám is, nyíltan kezdte tagadni Jézus Krisztus istenségét és a Szentírás igazságát és hitelességét. E tagadás főképpen azon alapult, hogy ők ellentmondást láttak a barátok béke-tanúsága és Istennek azon parancsolata között, amiben az Izraelitákat a Kánaániták kiirtására utasította. Az Írországi Barátok az eretnekség kigyomlálása érdekében kizárták Shackletont és néhány más szóvivőt, ami oly nagymértékű szakadást eredményezett, hogy az Értekezletet fel kellett oszlatni, s ezzel az Írországi Barátok Társasága megszűnt. Ez volt a barátok történelmének legnagyobb szakadása.

##### Új világosság ~ Amerikai kizárások
1817 körül az Egyesült Államok északkeleti területén (New England) egy csoport, akik magukat „Új Világosság”-nak neveztek, szintén megtagadta Jézus Krisztus istenségét és tagjai közvetlen ihletettségre hivatkozva különböző kirívó és kihívó viselkedést tanúsítottak, mint például karddal az oldalukon mentek el a gyülekezetbe stb. Sok amerikai barátot megrázott ez az esemény, minthogy addig elgondolhatatlannak tűnt, hogy a Társaságban tévhitek törhetnek ki (hiszen az egész vallásuk a Lélek vezetésén alapult). A megrázkódtatás tartós nyomot hagyott a barátok lelkületén annak ellenére, hogy az „Új Világosság” csaknem azonnal elhalt, miután néhány képviselőjét illetlenségért kizárták.

#### Óhitű reakció
Ezek a kavargások némely barátokat arra a következtetésre vezették, ho hitük lényegét csak úgy lehet megőrizni, ha a közösség a barátok hitelveit betartják és betartatják. Ezek a barátok, akiket később Ortodox Pártnak neveztek, a kezdetektől fogva eléggé vegyes csoport volt. Némelyikük hagyományos barátok voltak, akik a Társaság „ősi tanúbizonyság”-át szerették volna továbbélni egy megújult nyomatékkal, mely az élő hiten, a belső- és külső Krisztus megoszthatatlanságán alapult. Ők úgy látták, hogy a korábbi idők barátaihoz hasonlóan, életüket a belül lakozó Krisztus közvetlen irányításának való engedelmességre kell alapozni. Mások, főleg a gazdagabb és tanultabb barátok pedig, a protestáns világ evangelizáló hatása alatt azt vallották, hogy Jézus megváltó munkássága (mely minden óhitűnek fontos) mellett, a megigazulás csak hit által lehetséges és életükben a Szentírást tartották az elsődleges tekintélynek. Ők inkább a keresztény hit külső megnyilvánulását tekintették alapvetőnek, míg az első csoport annak kifejezéseit értékelte jobban. Ez a nézetkülönbség idővel olyan mély szakadékot ásott a két csoport között, ami később létrehozta a Konzervatív Barátok Vallási Társaságát, de egyelőre egységesen léptek fel a hűtlenség betörése ellen. Thomas Richárd így összegezte az egységes barátok hitét: „Kisebb véleménybeli különbségekkel, de tartották magukat az Evangéliumnak Jézus Krisztus csodálatos születéséről, az Atyával és a Szentlélekkel való lényegi egységéről szóló egyszerű kijelentéseihez, bár nem szívesen használták a Szentháromság kifejezést, mert azt írás-ellenesnek tartották. Bár a Bibliát nem tekintették az „Isten Szavának”, mert azt Krisztus számára tartották fenn, mégis határozottan hittek ihletettségében. Bár számukra a Lélek elsődleges volt, úgy vélték, hogy az Írások viselik a Lélek tanúságát és a Lélek az Írásokét, így mindkettőre szükség van. Úgy tartották, hogy Jézus Krisztus kereszten hozott áldozata az egész világ bűneinek szólt és hogy ez áldozaton keresztül a Lélek ajándéka a világba jövő minden ember számára adatott. Hitték, hogy Krisztus világossága minden szívbe világít és mindenki a számára adatott világosság szerint lesz megítélve.”

##### Élő Hit? Nem! ~ Hicksita / Óhitű szakadás
Az óhitűek korai aggodalmát és befolyását egyaránt jól mutatja az a tény, hogy a Philadelphia Éves Értekezlet 1806-ban elfogadta az új Fegyelmet (szabálygyűjtemény), amely Jézus istenségének, az isteni jelenések közvetetlenségének és az Írások tekintélyének tagadását kizárással büntethető vétségnek minősítette. Amerikában az óhitű vezetők figyelmeztetései nemsokára a New York-i Éves Értekezlet népszerű vezetőjére Elias Hicksre irányult. Bár ő beszédeiben a barátok hagyományos nyelvezetét használta, különböző esetekben megtagadta Jézus Krisztus istenségét, a megváltás értékét és a Szentírás ihletettségét. 1808 óta egy sor óhitű vezető egyéniség munkálódott Hicksszel vagy éppen leleplezte hitelveit, de az ellene folytatott „hadjárat” az amerikai barátokat egy Óhitű- és egy „Hicksita” pártra választotta szét. Az ún. hicksiták többségükben nem a Hicks által vallott hitelvek miatt álltak ki mellette, hanem az egyéni vallási szabadságuk megsértése ellenzéseképpen: sok jó óhitű barát komoly visszaélésnek vette a vallási vezetők hittani erőszakát, „..nem hagyhattam hogy ez a Vallásos Társaságunkat feldúló rosszindulatú, kíméletlen lélek hatalma alá gyűrjön”- ahogy Janney Sámuel akkoriban feljegyezte. Ezzel egy érdekes helyzet alakult ki, mivel mindkét oldal a Barátok hagyományos papság-ellenességére támaszkodott, ha különböző okokból kifolyólag is: míg az Ortodox Barátok úgy éreztek, hogy a helyes hitelvek nem elégségesek az élő hithez, addig a Hicksiták teljesen szükségtelennek tartották azt (mármint az „élő hitet”). Az egyre növekvő ellentétek azután 1827-ben Hicks kizárásához, majd 1828-ban felforgató, fájdalmas szakadáshoz vezettek. A barátok további történetében általában az evangelizálás hatását tartják meghatározónak, bár e nézet figyelmen kívül hagyja az Új Világosság, az Ír szakadás és a Társaság belső tarkaságának hatását a következő évek fejleményeire.

##### Evangelizáló Wilburita-Gurneyita szakadás
Sajnos a viharos hicksita szakadás nem állította helyre az Ortodox Barátok belső békéjét. Annak ellenére, hogy 1830-ban létrejött „Az Amerikai Földrészen élő Barátok Társaságának Tanúsága” című hitvallás az egész Amerika óhitűinek közös egyetértésének tekinthető, a belső feszültségek hamarosan nyilvánvalókká váltak. Mint már láthattuk is, a hagyományos barátok igyekeztek mindenben a benső Krisztus ösztönzését követni, míg az evangelizálók Krisztus külső megnyilvánulását és a szent írások tekintélyét hangsúlyozták ki. Bár ezen csoportok egyformán keresztény hitalapokon álltak, a konzervatív Barátok gyanították, hogy az evangelizálók „hitáltali megigazulás” elve gyengítette a Barátok „keresztviselés”ben megszentelt élet fontosságáról alkotott értelmét. Úgy látták, hogy az evangelisták a Szentírást a Szentlélek vezetése fölé emelik, ami félelmük szerint a Barátok hitrendszerének alapjait veszélyeztette, ahogy azt Jones Anna az 1836-os Londoni Éves Értekezleten figyelmeztetőleg kifejezte: „Vannak köztetek akik testi bölcsességet, ész tudást, külső tanulást keresnek, mely az Ént felemeli és saját erejéből igyekszik megtalálni az üdvösség útját az örökös Biblia tanulmányozással. Ez a lélek még azok között is elterjedt, akik egyébként igen magas hitvallást tesznek – emberek akik Krisztust rabolják ki. Ők sokat beszélnek a megváltó áldozatról, de semmit sem érnek el vele és csak megvetik Krisztust az Ő belső és lelki megjelenésében… Az Úrnak vitája van ezzel a lélekkel, mely ebbe a Társaságba belopódzott…”
Az 1836-os London Éves Értekezlet volt az első, mely az evangelizáló irányt jelölte meg a Barátok hivatalos nézetének – a Barátok hagyományos hitelveihez ragaszkodók nagy riadalmára. Az egyik bekezdés kijelentette, hogy a Szentírás „az igaz vallás irányelveinek egyetlen istenileg hitelesített okmánya”, egy másik pedig „…a (Szentírás) a kereszténység áldott igazsága tudomásunkra hozásának kijelölt módja…”. Hodgson Vilmos így fogalmazta meg konzervatívok ellenérzését e kijelentésekkel szemben: „..ezek a korai Barátok írásaiban hirdetett alapelvek egyenes feladását jelentik, ugyanis Krisztus iskolájában úgy tanítják, hogy az ember lelke számára az Isten mentő ismeretei megszerzésének kijelölt módja a ’Belülszóló Igé’-nek való engedelmesség és az Ő Szent Lelkének közvetlenül a szívben való jelenéseiben való hit, mely mindig is megegyezik a Szentírással.”
A Dél-Kingston vidékéről származó, a New England Éves Értekezlethez tartozó Wilbur János volt az egyik első amerikai, akit aggasztottak ezek az irányzatok. Egy angliai útján 1832-ben a London Éves Értekezlet vezetőivel való értekezése során arra a meggyőződésre jutott, hogy ők egyre kevésbé számítanak a Szentlélek közvetlen vezetésére életükben és igehirdetéseikben, hanem inkább saját erejükre és értelmükre támaszkodnak. Aggodalmait barátjának, Crosfield Györgynek írt levélsorozata 1832-ben való kiadásával hozta nyilvánosságra. Wilbur ezeket az új irányzatokat a Hicksita Szakadás számlájára írta. Szerinte némelyeket olyannyira levert a hicksiták „Világosság” eretneksége, hogy az Írások és az igazság elvei ellenőrzése hiányában, az ellenkező hibába estek: elutasították Krisztus „bennlakozó Lelké”-nek legfelsőbb tekintélyét. Jézus Krisztus testiségének a hickisták által való becsmérlésére válaszul ők csaknem kizárólagosan Jézus külső munkásságára összpontosítottak, s míg a Szentírás tekintélyének a hickisták általi befeketítésére ők az Írásoknak Krisztus fölé emelésével válaszoltak. Ez a kereszténység külső megjelenési formái felé való kilengés azután oda vezetett, hogy mindennapi életükben (amiben a Szentírás nem tud pillanatról pillanatra való eligazítást nyújtani) a saját értelmükre kellett támaszkodniuk, ami szükségszerűen a világ gőgjébe, kevélységébe és csábításába sodorta őket. Wilburt nagyon zavarta, hogy az evangelizálók vallásos képzést sürgettek a barátok részére az ún. „Első-napi Iskolák” megalapításával, és különösen az, hogy készek voltak bibliatanulmányozás és más vallási tevékenységekben kívülállókkal együttműködni. Úgy vélte, hogy az előbbi a barátokat olyan helyzetbe hozza, hogy a vallást egy előre meghatározott program szerint tanulják a Szentlélek sugalmazása helyett, míg az utóbbi lerontja a barátokat (főleg a fiatalokat) a körülöttük lévő világ csábításaitól védelmező élősövényt. Több mint 40 évvel azelőtt, hogy az első barátok lelkészi rendszerre tértek volna át, így írt: „…ha megváltoztatjuk a Szentírás szerepét életünkben és azt a Krisztus lelkének közvetlen tanítása fölé helyezzük, akkor elkerülhetetlen lesz az, hogy idővel az ősi hitünk és gyakorlataink teljesen átforduljanak, és a csendes istentiszteletünket egy evangéliumi igehirdető prédikálása váltsa fel.”. Wilbur és más konzervatívok sok különböző aggodalmainak közös alapja az volt, hogy az evangelizáló barátok saját erejükben bíztak, ahelyett, hogy az élő Krisztus közvetlen vezetését és a tőle való teljes függőséget keresték volna.
Úgy tűnhet, mintha Wilbur minden aggodalma egy bizonyos személyre összpontosult volna, Gurney József-Jánosra, aki a London Éves Értekezlet egyik gazdag, értelmiségi vezetője volt. Gurney, sok kiadott írásában nyomatékosította a Szentírás fensőbbségét vallásos tekintély tekintetében és azt, hogy a Krisztus megváltó áldozatába vetett hit elégséges az üdvösséghez. Nyilvános életében pedig teljes erejével támogatta a Barátok és más keresztények közötti bibliatársaságokban és emberbaráti tevékenységekben való együttműködést. Gurney nagyban járult hozzá, hogy az 1836-os London Éves Értekezlet korábban említett a Szentírásról szóló megjegyzéseihez. …És úgy is volt: Wilburnak tényleg úgy tűnt, hogy az evangelizációs irányzat minden veszélyét Gurney egymaga személyesítette meg. Amikor Gurney 1837-ben Amerikába utazott, Wilbur személyesen osztotta meg aggodalmait a vele érző barátokkal az Új-Anglia- és Philadelphia Éves Értekezletek kereteiben, de a csiszolt ékesszólásával és vonzó személyiségével mindenkit elbűvölő Gurneyt nagy-nagy rajongással fogadták mindenütt, ahová csak eljutott, s így nem csoda, hogy az amerikai óhitű kvéker világban eltöltött több mint kétéves látogatása során jelentősen hozzájárult az evangelizációs vonalnak Amerika csaknem egész kvéker világában való megszilárdításához.
Az Új-Anglia Éves Értekezlet egyértelműen Gurney-vel érző vezető személyiségei 1842-ben megpróbálták elérni, hogy Wilbur saját Dél-Kingston Havi Értekezlete büntetés alá tegye Wilburt azon az alapon, hogy egy barátnak sincs joga egy másik, jó hírű barátot a rendes büntetési csatornákon kívül megtámadnia. Az kérdéses volt, hogy ez az „általános szabály” vonatkozott-e Wilburre, mivel ő soha nem támadta Gurney-t sem nyilvánosan, sem nyomtatásban, s mikor emiatt Wilbur helyi közössége (a Dél-Kingston Havi Értekezlet) ellenállt e nyomásnak, a közösséget a Rhode-Island Negyedéves Értekezlet feloszlatta, tagjait a Greenwich Havi Értekezlethez csatolta, mely azután Wilburt gyorsan kizárta. Mikor Wilbur ezt az eljárást eredménytelenül nehezményezte az Új-Anglia Éves Értekezletnél, mintegy 500 támogatójával (ami a tagság kb. 10%-át jelentette) visszavonult és 1845-ben egy különálló Új-Anglia Éves Értekezletet alapított. Ez a szakadás komoly válságot idézett elő a kvékerek minden ortodox éves értekezletében, mivel el kellett dönteniük, hogy melyik Új-Anglia Éves Értekezlettel tartsanak fenn kapcsolatot, azaz hogy magukat „wilburitáknak”, vagy „gurneyitáknak” tartsák. E döntésnek a jelentősége nemcsak a levélváltásban volt, hanem költözésükkor a tagoknak befogadásában (hogy az új közösség elismerte-e az odaköltözőt igazi Barátnak lenni) és az úton lévő igehirdetők elfogadásában is (azaz, hogy volt-e joguk a gyülekezetben beszélni). Tizenkét fájdalmas évig tartott, míg minden Éves Értekezlet állást foglalt e kérdésben.
Mivel a „wilburiták” és a „gurneyiták” nem különböztek a keresztény hit lényegét illetően, sokan nem látták tisztán, mi is az, ami elválasztja őket. Egy gurneyita 1860-ban így panaszkodott a wilburitákról: „senki nem tud egyetlen jó okot sem mutatni keserűségükre”. S valóban, egy modern barát, még a legkonzervatívabb nézetekkel sem tudná megkülönböztetni az 1840-es és 1850-es évekbeli wilburitákat a gurneyitáktól, mivel mindketten jó, óhitű, a hagyományos istentiszteleti rendet gondosan betartó, a barátok útjain járó és egyszerű életet élő hívők voltak, akik megtartották hagyományos öltözködési- és beszédmódjukat. Az utóbbiak nem várakoztak sokáig az „Első Nap” (vasárnapi istentisztelet) és bibliaiskoláik felállításával (amiket a wilburiták oly erősen elleneztek), más tekintetben eltérés nem volt. Az Ohio Éves Értekezlet egyik vezető egyénisége, Branson Anna ezt a hasonlatosságot nagyon veszélyesnek látta, mikor így írt: „..a Gurneyizmus a Kvékerizmus számára a Hicksitákénál sokkal veszélyesebben megtévesztő csapdát jelent, mert a Hickisták nyíltan voltak hűtlenek, míg a Gurneyiták számítása szerint mi észrevehetetlenül csúszunk le az alapokról, anélkül hogy tudnánk…”. Az 1860-as évek eleje azután jelentős és gyors változásokat hozott gurneyita körökbe, amik a wilburiták, új irányzattal kapcsolatos figyelmeztetéseit pontosan igazolni látszanak.

#### Feléledési időszak

##### Fejlemények a gurneyita ágazatban
Három határozottan megkülönböztethető csoport alakult ki a Gurneyita Éves Értekezleteken belül. Egy kis konzervatív csoport igyekezett megtartani a barátok hagyományos istentiszteletét, igehirdetését, egyszerű életvitelét, öltözetét és beszédmódját, igazából tagjai otthon érezték volna magukat a Wilburita Éves Értekezletekben. A második csoportot „reform Barátok”-nak hívhatnánk, mivel tagjai igyekeztek egy élénkebb lelki életet kialakítani a Barátok között az istentisztelet módjának megújításával és a fegyelmezés lazításával. Ennek érdekében óvatosan zenét kezdtek használni, imatalálkozókat szerveztek és más újításokkal kísérleteztek, valamint eltörölték többek között azt a szokást is, hogy kizárták azokat a barátokat, akik közösségükön kívül házasodtak, ugyanakkor megtartották a barátok központi gyakorlatának számító szokást, hogy istentiszteleteikben vártak, amíg valaki ihletve érezte magát, hogy a lélek által építő hozzászólással erősítse társai hitét. Ez a mozgalom sikeresnek tekinthető abból a szempontból, hogy lelassította a 19. századi Barátok tagságának általánosan jellemző csökkenését, sőt néhány esetben a folyamatot meg is fordította. Az 1870-es években jelent meg egy harmadik csoport, a „feléledési Barátok”. E csoport vezetői korábban nem játszottak jelentős szerepet a Társaság életében, de most a korabeli amerikai Közép-Nyugaton (főleg Ohio és Indiana államokban) végigsöprő evangelizáló feléledési mozgalomból kölcsönzött módszereket, istentiszteleti- és kapcsolati formákat, valamint hittani elveket vezettek be a barátok hagyományos életébe. Érzelgős tanúságtételek, „előre-hívások”, pillanatnyi megtérések és „szentséges” átélések jellemezték hamarosan a Barátok között és nyilvánosan tartott gyülekezéseket. Ezek a feléledési összejövetelek nagyban segítettek, hogy új tagok és látogatók valósággal özönlöttek a közép-nyugati gurneyita közösségekbe. A vezetőség hamarosan látta, hogy ezek az új tagok teljesen értetlenek és türelmetlenek a feléledési összejövetelektől oly nagymértékben eltérő hagyományos várakozási istentisztelettel, így a hirtelen növekedés kezelésére és az új tagok megtartására a barátok elkezdtek áttérni a formális lelkészi vezetésre, tervezett prédikálásra, gyülekezeti éneklésekre és más ismerős protestáns szokásokra. Hamarosan ezek az újítások a barátok sok közösségét a protestáns szomszédaiktól külsőleg megkülönböztethetetlenné változtatták. Sokaknak feltűnt, hogy a feléledési időszak tagsági növekedése időlegesnek bizonyult, s konzervatív nézőpontból tekintve úgy vélték, hogy azok a barátok, akik elfogadták ezt a feléledési mozgalmat, tulajdonképpen eladták örökségüket, s a végén semmit nem nyertek, csak mindent elveszítettek.
Érdemes megemlíteni, hogy e feléledés ellenzése nem az evangelizáció elutasításán alapult, hiszen a barátok szószólói gyakran tartottak nyilvános gyűléseket, melyeken kívülállók, sőt még vallástagadók is nagy számban jelentek meg, és először még a konzervatívok is óvatos jóreménységet fejeztek ki az új lelki életerő megnyilvánulásaira. Azonban, mikor nyilvánvaló lett, hogy a „feléledés-pártiak” hangja gyorsan növekszik a közép-nyugat Gurneyita Éves Értekezleteiben és ennek következtében a barátok korábbi hitelvei, gyakorlatai sorra megsemmisülnek, a konzervatívok erőteljesen felléptek az újítások ellen. De már későnek mutatkozott, s a feléledési mozgalom megállíthatatlan erővel söpört el minden ellenállást. Ezek a fejlemények azután szükségszerűen hozták magukkal a sorozatos szakadásokat. Az Earlham College, Lilly Könyvtára, Barátok Gyűjteményének könyvtárosa, Hamm Tamás színes képet fest az egyik ilyen feléledési összejövetelről, amit az Iowa állambeli Bear Creekben tartottak, 1877-ben: „..azután Hiatt Benjámin felhívta azokat, akik szívében megvolt a vágy egy új életet kezdésére, hogy üljenek az első sorokba. Körülbelül húszan tolongtak előre, némelyek átmásztak a padokon is, mások pedig a helyükön maradt Barátokat vették körül és imádkozó csoportokat formáltak körülöttük. Némelyikük hangosan imádkozott, némelyikük sírt, némelyikük meggyötört tanúságtevésbe tört ki, némelyek pedig énekfoszlányokat énekeltek. A megrémült konzervatív Barátok óvatosan az ajtók felé kezdtek mozdulni és akkor az egyik idősebb néni felmászott egy padra, felállt és életében először és utoljára beszélt a gyűlésen; azt mondta: ’A Barátok Társasága halott. Ez megölte.’ és sírva leült. ”
S valóban, úgy lehet látni, hogy próféciája igaznak bizonyult. A Barátok Vallásos Társasága véglegesen átalakult, a következő időket szinte folyamatos szakadások jellemzik, mindegyiknek a fő témája a külső és a belső Krisztus körül forgott, mint korábban is, s a különbség csupán a gyakoriság és élesség tekintetében figyelhető meg. E szakadások eredménye a Kvékerség szétforgácsolódása lett. Sok Éves Értekezletnek csupán egyetlen Havi Értekezlete volt és azok hamarosan életképtelenné váltak.

##### A Konzervatív Barátok megjelenése
A konzervatívoknak, a hithű Barátok tanúbizonyságát illető nézeteinek jelentősen szélesítését jelezte az, amikor Ohio elfogadta az új (gurneyita-szerű) Éves Értekezleteket. Az új tagok közül sokan csak egy korosztállyal korábban is gurneyitáknak minősültek volna, hiszen a vallási oktatás támogatásával álláspontjuk a hagyományos Wilburitákétól eltért, s emiatt a hét Éves Értekezlet köre (a nem hivatalos Philadelphiával nyolcadikként) a továbbiakban nem számíthatott a „wilburita” megnevezésre, hanem inkább „Konzervatív”-oknak hívták magukat. Továbbra is ragaszkodtak az egyszerű életmódhoz, öltözködésben és egymás közötti értekezéseikben beszédben is megtartották a régi formákat, gyakorolták a váró istentiszteletet, valamint az ihletett igehirdetést és a többi ortodox barátoktól (az igazi wilburita irányzat) ténylegesen csupán a vallási oktatás különböztette meg őket. Eddigre a wilburiták és gurneyiták 1850-es évekbeli, finoman árnyalt különbözőségei fontosságukban elhalványultak a konzervatív szakadások által okozott radikális változások hullámaival. Innentől kezdve az evangélizáló barátokat megtévesztő lenne „gurneyitáknak” nevezni, mert legtöbbjük feladta a váró istentisztelet gyakorlatát, csupán a kifejezetten Gurneyita Éves Értekezletek leszármazottjai tekinthetők annak, bár ők is többnyire lelkészi gyakorlatokat követnek. Ami pedig az életforma külső jeleit illeti, a hagyományos egyszerű ruházat és beszéd még a konzervatívok között is kihalófélben volt a 20. század fordulójára, s a 20. század közepére csupán a konzervatív elöljárók fémjelévé vált, de soha nem tűnt el teljesen.

##### ANGLIA ~ A Fritchley Általános Értekezlet
A feléledési mozgalom és a lelkészi rendszer sajátságosan amerikainak bizonyult, soha nem honosodott meg a Londoni Éves Értekezlet gyülekezeteiben annak ellenére, hogy 19. század folyamán azok túlnyomó többségükben felfogásukat illetően evangelizálók voltak. Az 1850-es évek folyamán az Éves Értekezlet Fegyelme (rendszabályzata) lazítva volt, ami 1860-ban egy teljes átdolgozáshoz vezetett, melyből a barátoknak a Társaságon kívüli házasodásának tilalma kimaradt és az egyszerű ruházkodás és beszéd kötelező mivolta megszűnt. Az evangelizáló hitelmélet okozta lelki kényelmetlenség és az egyszerű élethez való ragaszkodás miatt az angol konzervatív barátok 1862-től kezdődően évente többször is összegyűltek egymás támogatására és istentisztelet tartására. Két évvel később, Sargeant János egy szakadási mozgalmat indított a Derbyshire-beli Fritchley nevű községben és 1864-ben egy közösséget alapított ott a London Éves Értekezlet elismerése nélkül. 1868-ban Sargeant az Egyesült Államokba utazott, ahol elkerülve az Ohio és Philadelphia Éves Értekezletet, minden wilburita gyülekezetet meglátogatott, s ott fontos támogatást talált arra, hogy egy nagyobb közösséget alapítson. Angliába való visszatérése után Sargeant a konzervatív konferenciákon hirdette a London Éves Értekezlet alternatívájának szükségét, minek eredményeképpen a konzervatívok egy kis csoportja elszakadt a Londoni Éves Értekezlettől és a Frichtley Általános Értekezlet 1870-ben megtartott első ülésén elfogadták az 1802-es London Fegyelmet rendszabályuknak. Bár lassan nőtt egészen 1900-ig, az Általános Értekezlet mindig kis létszámú maradt, s a területi terjeszkedés helyett sok Barát inkább Fritchley közelébe költözött, s történelmileg is csak egy másik közösség alakult ki Birmingham külvárosában, Bournbrookban. Érdekes megjegyezni, hogy a korábbi szakadásokat követő elkülönülések helyett Fritchley élénk kapcsolatokat tartott a London Éves Értekezlet tagjaival és Sargeant maga is levelezéssel és személyes látogatásokkal tartott fenn kapcsolatot egész Angliában és Skóciában a „hasonló szellemű Barátok”-kal, sőt közössége többször is elbocsátotta őt, hogy az általuk nem elismert közösségeket meglátogassa. Ezt a szokást a későbbi Fritchley vezetők is megtartották a 20. század folyamán.

#### A 20. század
A 19. század sok kavarodása után a 20. század viszonylagos külső békességet hozott a Konzervatív Barátok részére, bár a belső változások nem szűntek meg. A kvékerség tagsága folyamatosan csökkent, először a kisebb, majd a nagyobb Éves Értekezletek egymás után haltak ki, vagy a protestáns környezetbe olvadtak bele és végül csupán három maradt fenn, s azok is küszködnek olyan nagy kérdésekkel, mint „mit jelent a Konzervatív Tanúság a 20. század változó világában?”.

##### A világháborúk és az elkülönülés megszűnése
Az I. világháború jelentős fordulópontot jelentett a Konzervatív Barátok más barátokkal és a tágabb világgal való kapcsolataiban. A Konzervatív Barátok, a hicksita- és a gurneyita ágazatokénál határozottabbak és egységesebbek voltak a háborúban való részvétel megtagadásában és fiataljaik nagy számban szenvedtek az Egyesült Államok hadserege fegyver nélküli szolgálatainak néha brutális viszonyaitól, de a táborokban meggyőződésük és állhatatos szenvedésük a nem-Konzervatív Barátok, Mennoniták és mások együttérzésére talált. Mikor 1917-ben a katonai szolgálatot lelkiismereti okokból megtagadók ügyének pártolására, támogatására és az európai segítségnyújtás szervezésére, több Éves Értekezlet közösen megalapította az Amerikai Barátok Szolgálati Bizottságát (AFSC), a Konzervatív Barátok kezdettől fogva lelkesen és bőkezű adakozással támogatták azt annak ellenére, hogy nem volt formális kapcsolatuk az AFSC-vel. A Konzervatív Barátok szorgalmasan dolgoztak az AFSC keretein belül a háború utáni európai segélyszolgálatban, aminek következtében világszemléletük kitágult és onnan visszatérve az amerikai kvékerséget is más szemmel nézték. A II. világháború hasonlóan növelte a különböző kvéker csoportok közötti együttműködést, és a háborút vallási okokból ellenzők most már a hadsereg helyett a hagyományos „Béke Egyházak” által irányított táborokban, polgári szolgálat (Civilian Public Service ~ CPS) formájában dolgozhattak. Mikor az állami Honvédelmi Kötvény és a Honvédelmi Bélyegek mintájára az AFSC létrehozta a „CPS Alapítvány Kötvényt” és „Béke Bélyeg”-eket adott ki, az ohiói Konzervatív Barátok fiataljai nagy bélyegárusítást szerveztek és ez a barátok különböző csoportjai közötti falak egyértelmű leomlását jelezte.

##### Kvékerség átszerveződése
A háború világméretű nagy megrázkódtatásai a kvékerség belső és külső viszonyait is jelentősen megváltoztatta. Az I. világháború során, Philadelphiában az Ortodox- és a Hicksiták Éves Értekezletei közötti válaszfalak kezdtek leromlani, ahogy azt a két csoportnak az AFSC keretein belüli odaadó együttműködése is tanúsította. 1941-ben a kétéves Értekezlet közös ügyleti tanácskozásokat is kezdett tartani, s 1950-ben az Ortodox Éves Értekezlet területi csoportjainak közel fele már „egyesített” volt, míg 1955-ben a kettő formálisan is egyesült. Hasonlóan Új-Angliában is, már 1925-től kezdődően beszéltek „esetleges” egyesülésről, míg az 1944-ben írott jegyzőkönyv megállapítja: „…akármi is volt az, ami a szakadást annak idején szükségeltette, e jelen időben mi úgy érezzük, hogy Barátok megosztottsága lelki növekedésünk és tagságunk szolgálatának hátrányára van. Hisszük, hogy most, a nézőpontok néhány jelentős különbsége ellenére, olyan lelki egység áll fenn közöttünk, hogy az idő eljött arra, hogy a Barátok Új-Angliában lévő csoportjait most egyesítsük.”. Ezután az ortodox Új-Anglia- és a Gurneyita Éves Értekezletek 1945-ben egyesültek, s számos független területi csoport is csatlakozott hozzájuk. E határozottan konzervatív testek eltűnése után csak hároméves Értekezlet maradt fenn Ohióban, Iowában és Észak-Karolinában. Ezen újraegyesüléseket minden esetben egy hosszú, egyre növekvő közeliség és nagy igyekezet előzte meg. A lelki testek úgy érezték, hogy köztük lévő különbségek az eredeti elválások óta jelentősen leszűkültek vagy legalábbis jelentőségüket elvesztették. Az egyszerű életre való törekvés eltűnése tagadhatatlanul nagymértékben járult hozzá ehhez a változáshoz, mivel a Barátok nem hivatkozhattak többé külső megjelenésükre a további elkülönülésük igazolására. Angliában a Fritchley Általános Értekezlet 1937 óta tartott fenn hivatalos értekezést a Londoni Éves Értekezlettel és végül 1967-ben egyesültek. Az amerikai feléledési mozgalom az angol Barátokat oly mértékben megrázta, hogy a gurneyizmus hatalma megtört és a tagság egy jelentősen konzervatívabb álláspontra tért.

##### Változó szokások
A 20. század során a Konzervatív Barátokat megkülönböztető legtöbb jellegzetesség eltűnt. A változások egy része gazdasági okokból történt, mint például a barátok elemi iskoláik megszüntetése, más gyakorlatokról az a vélemény alakult ki, hogy elvesztették hasznosságukat és így tudatos határozat alapján szűntek meg mint például a férfi és nők külön tartott ügyleti értekezése, míg néhány változás minden tudatos választás nélkül szivárgott be az idők folyamán, mint például az egyszerű ruházat elhagyása. Míg a 20. század elején az egyszerű öltözet csak eltűnőben volt, addig 1950-re ritkaságszámba ment. Az Ohio Éves Értekezlet változott a leglassabban és az éves kérdőív beszéd- és öltözet egyszerűségével foglalkozó kérdésére minden évben ugyanaz volt a válasz: „a szabályzat ajánlata nagymértékben elhanyagolt”. Az 1963-as Fegyelem Könyv (rendszabályzat) végül is kihagyott a beszédre és öltözetre vonatkozó minden hivatkozást és a kérdőív is átfogalmazódott: „Megfigyelhető életmódunkban az egyszerűség, beszédünkben az őszinteség és öltözetünkben a mérsékletesség?”. A mai Konzervatív Barátok túlnyomó többsége ügyel arra, hogy ruházkodása mértékletes legyen, de másképpen a nem konzervatív szomszédjaiktól külsőleg megkülönbözhetetlenek. Eredeti beszédmodoruk is átalakult és csak egymás közt, családon és közösségen belül használják a „kvékert”, a külvilággal hétköznapi nyelven érintkeznek. A rendes hétközbeni istentisztelet, amit a negyedik (helyenként az ötödik) napon (csütörtökön ~ a magyar elnevezés is a „negyedik” szóból származik) tartottak, mindig is hathatós összetartó erőnek bizonyult a hagyományos barátok között, azonban a fokozatos elvilágiasodás eredményeként az iparosodás és a bérmunka hatására ez a szokás is hanyatlásnak indult még a Konzervatív Barátok körében is. Számos területeken még most is van hétközbeni istentisztelet, azonban közel sem olyan látogatottak mint az első-napi (vasárnapi) alkalmak. A taglétszám folyamatos hanyatlása a hagyományosan a helyi gyülekezet által üzemeltetett elemi iskolák fokozatos bezárásához vezetett és a gyermekek köziskolákban való oktatása a konzervatív kultúra egységének alapját képző „őrzött művelés”-t veszélyeztette. Az utolsó iskolát 1971-ben zárták be az Ohió Éves Értekezlethez tartozó Somerset városkában. Még a 20. század elején is, a szigorúbb Konzervatív Barátok figyelmen kívül hagyták a szokásos keresztény ünnepnapokat, bár egyes családok megemlékeztek Jézus földrejöttéről és az 1928-as év téli szünete volt az első, ami befoglalta „a napot, melyet a világ Karácsonynak nevez”. Bár az istentiszteleteken a férfiak és nők még ma is külön ülnek, az éves ügyleti megbeszélést először Új-Angliában 1907-ben tartottak közösen. Ohióban 1950-ben tartották ez első ilyen megbeszélést. Az „apostoli levél” küldésének és fogadásának összetett politikája is csak a 20. század elején szűnt meg. Ezek a levelek az egyes közösségek egymáshoz tartozását fejezték ki, illetve ismerték el. A Philadelphia Éves Értekezlet 1897-ben küldte el az első általános levelet „a Barátok nevet viselő minden találkozónak”. Az Ohió Éves Értekezlet 1934-ben vett fel levelezési kapcsolatokat a nem-Konzervatív Barátokkal. Jelenleg egy általános levelet küldenek minden Éves Értekezletnek és egy másikat a hozzájuk közelálló konzervatívoknak.

##### Új csoportok, Új hitvallások
A 20. század sajátos jelensége volt a független gyülekezetek elterjedése, főleg városi és főiskolai körökben. Ezeket a gyülekezeteket az otthontól távol élő Barátok alapították ugyan, de általában olyan tagokból épült fel, akiknek a Kvékerség új volt. A II. világháború idején a polgári szolgálat táboraiban és az 1960-as évek polgárjogi- és békemozgalmaiban „edződött” Barátok hozták magukkal a szociális aktivitás szellemét. E gyülekezetek hitvallását és lelkületét Rufus Jones és Howard Brinton írásai formálták, akik a Kvékerizmust a keresztény miszticizmus egy formájának tekintették. E gyülekezetek többsége teológiájában, politikájában és erkölcsében egyaránt liberális irányzatot képviselt. Sokukban még a keresztény hitvallás sem volt szükséges a tagsághoz és némelyek azzal jöttek elő, hogy a Kvékerizmus lényegében egy nem-keresztény hit. E gyülekezetek némelyike független és kapcsoltalan maradt, mások pedig idővel meglévő Hicksita Éves Értekezletekhez kapcsolódtak, de voltak olyanok is, amelyek új Éves Értekezletté fejlődtek. E fejlemények az Iowa Éves Értekezletre való hatásukban írhatók le a legpontosabban: 1960 és 1978 között a meglévő hét területi (Havi Értekezlet) közösséghez hét ilyen új csatlakozott, s az új és régi közötti különbségek 1984-ben kialakult krízisben csúcsosodtak ki, mikor Griffith János, akit az Éves Értekezlet titkárának jelöltek, a küldötteknek kijelentette, hogy ő nem tagja a Barátoknak, csupán egy rendszeres résztvevő, hogy nem teljesen tartóztatja meg magát az alkoholtól és nem fogadja el Jézus halálának megváltó értékét és megkérdezte, hogy ezek tudtával kívánják-e őt jelöltként megtartani. Az Éves Értekezlet képviselői a jelölést megerősítették. Az ezt követő 1985-ös értekezleten a Pasadéna Havi Értekezlet a következő levelet olvasta fel: „Az utóbbi nyolc hónapban mi, az Iowa Éves Értekezletének minden konzervatív területi közösségnek írtunk, hogy egy olyan valaki aki nem hiszi hogy Jézus Krisztus az Úr és Megváltó volt az Éves Értekezlet titkárává jelölve. Mi ezt a példát arra használtuk, hogy megérdeklődjük, hogy képviseli-e ez az Iowa Éves Értekezletének hitét?. Minden Havi Értekezlet válaszolt, támogatta és jóváhagyta ezt a jelölést. Az általunk kapott válaszok azt mutatják tehát, hogy a Krisztusba, mint Úr- és Megváltóba vetett hit olyan hitelvvé süllyedt már, melyet a nemkeresztény hitelvek eltűrése és az azokkal való egység miatti aggódás alárendeltjének tekintenek… Ha mi Krisztussal egyek akarunk lenni, akkor nekünk el különülnünk azoktól, akik megtagadják Őt. Mi… hisszük, hogy Jézus Krisztus a mi Urunk és Megváltónk és mi Fox Jánossal hisszük, hogy Ő, Jézus Krisztus az, aki ismeri a mi állapotunkat, Ennekokáért, mi ezennel visszavonjuk tagságunkat…”(Iowa Éves Értekezlet 1985. évi Jegyzőkönyve, 44. oldal). Bár az igaz, hogy a területi közösségek mindegyike támogatta az új titkár jelöltségét, de mint azt a Whittier Havi értekezlet éves beszámolója leírja, az nem egy meggondolatlan vagy érdektelen döntés eredménye volt: „Az elmúlt év a próbák ideje volt… Mi hisszük, hogy Isten központi szerepet tölt be életünkben, de a Jézus Krisztus, mint Urunk és Megváltónkba vetett hitünk tekintetében értelmünk és elfogadásunk megosztott. Mélyen aggódunk, hogy a Barátok fenntartsanak egy alapszerű Krisztus központú életformát, ha valamit vallani akarunk és egyházként megmaradjunk. Úgy tűnik, hogy mi a növekedés és hanyatlás keresztútjánál vagyunk… Öten úgy találták, hogy nem maradhatnak többé az Éves Értekezlet tagjai, mert nem értenek egyet a jelölt titkár teológiai hitével és az általa képviselt általános irányzattal” …”(Iowa Éves Értekezlet 1985. évi Jegyzőkönyve, 42–43. oldal).

##### Új Konzervatívok és Karizmatikusok
Az 1970-es évek elejétől a világ keresztény közösségeiben végigsöprő karizmatikus mozgalom a konzervatív Ohió Éves Értekezletben is meglehetősen összetett hatást fejtett ki. A mozgalom által hozott lelki feléledés a tagság rohamos növekedéséhez vezetett és a szóvivő igehirdetőket egy evangelizáló stílus és tartalom felé mozdította el. Ennek következtében a konzervatív gyakorlatban kissé elhanyagolt gyógyítás és közbenjáró imádság a Kvékerek lelkiségének rendszeres része lett. Annak ellenére, hogy egyes karizmatikusok elhagyták a konzervatívabb közösségeket, sokan megmaradtak, s a karizmatikusok befolyása a hagyományos istentiszteleti formákat némileg átalakították.
Ugyanezekben az években, e karizmatikus fejleményektől nem függetlenül – talán annak hatására – többek között az Ohió Éves Értekezletet is új konzervatív behatások érték. Barátok, kik többnyire a liberális közösségekből „menekültek”, egyre növekvő számban Ohióban keresték a keresztény Kvékerizmus menedékét. Ezek a Barátok a régi konzervatív tagoknál is szorosabban követték a klasszikus Wilburita életeszmét, mely ruházatukban és beszédükben egyaránt nyilvánvalóan kifejeződött. 1978-ban saját közösséget is alapítottak például a Virginiabeli Harrisonburg környékén, mely közösségek az ún. Rickingham Havi értekezletet alkották. Számuk ugyan alacsony, de hatásuk jelentős, a Dél-Karolinabeli Déli Negyedéves Értekezlet által alapított, s a mai napig is megjelenő „A Sima Barát” folyóiraton keresztül is. New-Jerseyben, Pennsylvániában és Virginiában más független neo-konzervatív értekezletek is „éledtek fel”. Ezek a független csoportok legjobban „neo-primitív”-ként írhatók le, mivel aggódva figyelmeztették egymást a „megtévedt” (értsd: liberális / karizmatikus hatások alatt lévő) éves értekezletekkel való egyesülés megrontó veszélyeiről.
A konzervatív tanúság megőrzésének és terjesztésének egyik hatékony fóruma az először az Észak-Karolina Éves Értekezlet által 1931-ben szervezett „Konzervatív Barátok Általános Értekezlete” volt, melyet 1965 óta minden két-három évben megtartanak. Az 1991-es értekezlet meghívója a „Konzervatív Barátok és más, hasonló gondolkodásúak” részére szólt és jól kifejezte a Kvékerség jövőjét illető reménységeket: „Az a reményünk, hogy Krisztus Jézusban egy lélek alatt összegyűlhetünk, és szíveink és értelmeink az értést meghaladó Békéje által lesznek gondozva és megújítva, és majd várhatunk az Ő Szent Fedezetében és az Ő Szent Kenete alatt szolgálhatjuk Istent.”

### Barátok ma és holnap
A Konzervatív Barátok mérhetetlen változásokon mentek keresztül az évszázadok során, de különösen a 20. században. A „megőrzés külső védőfala” leromlott és ma sokkal nehezebb lenne elkészíteni egy egyesült hitvallást, mint a 20. század elején. Az eredeti Wilburiták, akik oly sokat áldoztak hitük és életformájuk megőrzésére, valószínűleg képtelenek lennének felismerni ma még a konzervatív Barátokat is. Mégis, Fox György tanítása ma is él: „Krisztus eljött, hogy népét maga tanítsa”. A Barátok élő testületi bizonysága megőrzi a keresztény hitet mind külsőleg, Jézus megváltó munkáját tanúsítva, mind pedig a benső Krisztus folyamatosan átalakító és tanító szerepét bizonyítva. Ma is sok Barátot lehet találni, akik életüket nagy gonddal szervezik úgy, hogy azt a belüllakozó Krisztus közvetlen vezetésének minden részletében alárendelhessék. A barátok részére a várakozó istentisztelet és a szabad igehirdetés nem csupán egy az érvényes formák között, hanem a Barátoknak az élő Krisztus közvetlen, hatalmas jelenlétéről való értelmének szükségszerű következménye. Annak ellenére, hogy a konzervatív Barátok küszködnek a világtól való elkülönülés módját és értelmét illetően, azt alapvető fontosságúnak tartják. Ezt az égető kérdést fogalmazza meg Kenneth Morse a következőképpen: „Valóban tévedtek volna mindazok a kedves Barátok, akik ezeket a tanúbizonyságokat megőrizték nekünk? Lehetséges az, hogy a mi tanúbizonyságunk hiánya csak véletlenszerűen esik egybe hanyatlásunkkal? Ha a Kvékerség majdnem meghalt már, az csak azért lehet, mert a talaj nem jó… Mindenesetre a keresztet fel kell vennünk.” (Morse feljegyzései 60–61. oldal)
A legfontosabb kérdés az, hogy mi a kvékerek örökségét hordozó Konzervatív Barátok jövője? Egy statisztikus nem lehet valami optimista, hiszen számuk a történelmük kezdetétől folyamatosan csökken, s a 21. század elején csupán 1600-an vannak a mintegy 600 000-nyi Kvékerségben. A hosszú idők példája arra utal, hogy az átalakulás folyamatban van. Szervezetek és hagyományok magukban nem értékesek, Isten annyiban áldja meg őket, amennyiben az Ő akaratát teljesítik itt e földön.

## Áttekintő táblázat
| Kifelé Tekintés, Létszám Bűvölete, Tágas Út | Kifelé Tekintés, Létszám Bűvölete, Tágas Út | Kifelé Tekintés, Létszám Bűvölete, Tágas Út | Kifelé Tekintés, Létszám Bűvölete, Tágas Út | Kifelé Tekintés, Létszám Bűvölete, Tágas Út | Kifelé Tekintés, Létszám Bűvölete, Tágas Út | Befelé fordulás, Lélek Vezetése, Szoros Út | Befelé fordulás, Lélek Vezetése, Szoros Út | Befelé fordulás, Lélek Vezetése, Szoros Út | Befelé fordulás, Lélek Vezetése, Szoros Út |
| 4–16. század                                | Római Katolicizmus | Római Katolicizmus | Római Katolicizmus | Római Katolicizmus | Római Katolicizmus | Római Katolicizmus | Római Katolicizmus | Római Katolicizmus | Római Katolicizmus |
| 16. század                                  | | A 16. Századi Reformáció hatása | A 16. Századi Reformáció hatása | A 16. Századi Reformáció hatása | A 16. Századi Reformáció hatása | A 16. Századi Reformáció hatása | A 16. Századi Reformáció hatása | A 16. Századi Reformáció hatása | A 16. Századi Reformáció hatása |
| 16. század                                  | | VIII. Henrik (1491–1547)– és Boleyn Anna házassága ~ az anglikán egyház elszakad Rómától | | | | | | | |
| 16. század                                  | I. Erzsébet (1533–1603), Boleyn Anna 1599-ben a parlament két törvényt hozott: - a „Felsőbbség” megerősítette az angol egyház Rómától való függetlenségét, - az „Egység” rögzítette az angol egyház jövőbeni formáját | | | | | | | | |
| 1570                                        | | | | | Puritanizmus, azaz erkölcsi szigor. Puritánok már 1570-ben próbálták az angol egyházat presbiteriánus vagy gyülekezeti modell szerint átszervezni | Puritanizmus, azaz erkölcsi szigor. Puritánok már 1570-ben próbálták az angol egyházat presbiteriánus vagy gyülekezeti modell szerint átszervezni | Puritanizmus, azaz erkölcsi szigor. Puritánok már 1570-ben próbálták az angol egyházat presbiteriánus vagy gyülekezeti modell szerint átszervezni | Puritanizmus, azaz erkölcsi szigor. Puritánok már 1570-ben próbálták az angol egyházat presbiteriánus vagy gyülekezeti modell szerint átszervezni | Puritanizmus, azaz erkölcsi szigor. Puritánok már 1570-ben próbálták az angol egyházat presbiteriánus vagy gyülekezeti modell szerint átszervezni |
| 17. század                                  | | | Oliver Cromwell (1599–1658) vezette polgárháborúk ~ kialakul a vallási tolerancia | Oliver Cromwell (1599–1658) vezette polgárháborúk ~ kialakul a vallási tolerancia | Oliver Cromwell (1599–1658) vezette polgárháborúk ~ kialakul a vallási tolerancia | | | | |
| 1652                                        | | | | | | George Fox (1625–1691) elkezdi hirdetni az Igét 1. Igazi lelki megtérés, 2. A Lélek vezetésével bárki hirdetheti az Igét, 3. Isten a neki engedelmes népek szívében lakozik; 1653-ra már ezrek jelentek meg gyűlésein! | George Fox (1625–1691) elkezdi hirdetni az Igét 1. Igazi lelki megtérés, 2. A Lélek vezetésével bárki hirdetheti az Igét, 3. Isten a neki engedelmes népek szívében lakozik; 1653-ra már ezrek jelentek meg gyűlésein! | George Fox (1625–1691) elkezdi hirdetni az Igét 1. Igazi lelki megtérés, 2. A Lélek vezetésével bárki hirdetheti az Igét, 3. Isten a neki engedelmes népek szívében lakozik; 1653-ra már ezrek jelentek meg gyűlésein!                                      | George Fox (1625–1691) elkezdi hirdetni az Igét 1. Igazi lelki megtérés, 2. A Lélek vezetésével bárki hirdetheti az Igét, 3. Isten a neki engedelmes népek szívében lakozik; 1653-ra már ezrek jelentek meg gyűlésein!                                      |
| 1656                                        | | | | | | | Nayler Jakab (1618–1660) „Krisztus Világossága” minden személyben benne van | Nayler Jakab (1618–1660) „Krisztus Világossága” minden személyben benne van | Nayler Jakab (1618–1660) „Krisztus Világossága” minden személyben benne van |
| 1795                                        | | | | | | | | Írországi szakadás ~ Shackleton Ábrahám: A Béke-tanúság és a kánaániták kiirtása ellentmondásban van | Írországi szakadás ~ Shackleton Ábrahám: A Béke-tanúság és a kánaániták kiirtása ellentmondásban van |
| 1817                                        | | | | | | | | Új Világosság – szintén tagadta Jézus Krisztus istenségét és tagjai közvetlen ihletettségre hivatkozva különböző kirívó és kihívó viselkedést tanúsítottak                                                                                                  | Új Világosság – szintén tagadta Jézus Krisztus istenségét és tagjai közvetlen ihletettségre hivatkozva különböző kirívó és kihívó viselkedést tanúsítottak                                                                                                  |
| Óhitű Ellenmozgalom – Ortodox Reakció       | | | | | | | | | |
| 1827                                        | | | | | Ortodox ~ ragaszkodás az Óhithez | Ortodox ~ ragaszkodás az Óhithez | | Hicksiták ~ tagadták Jézus Krisztus istenségét, a megváltás értékét és a Szentírás ihletettségét | Hicksiták ~ tagadták Jézus Krisztus istenségét, a megváltás értékét és a Szentírás ihletettségét |
| Gurneyita – Wilburita szakadás              | | | | | | | | | |
| 1840                                        | | | Gurneyiták ~ evangélizálók „hitáltali megigazulás” | Gurneyiták ~ evangélizálók „hitáltali megigazulás” | | | Wilburiták ~ „keresztviselés”-ben megszentelt élet fontossága | Wilburiták ~ „keresztviselés”-ben megszentelt élet fontossága | |
| 1864 Anglia                                 | | | London Éves Értekezlet ~ Gurneyita irányzat | London Éves Értekezlet ~ Gurneyita irányzat | | A Fritchley Általános Értekezlet: Sargeant János ~ Wilburita munkássága | A Fritchley Általános Értekezlet: Sargeant János ~ Wilburita munkássága | A Fritchley Általános Értekezlet: Sargeant János ~ Wilburita munkássága | |
| 1870 Anglia                                 | | | | | | A Frichtley Általános Értekezlet 1870-ben megtartott első ülésén elfogadták az 1802-es London Fegyelmet rendszabályuknak korábbi szakadásokat követő elkülönülések helyett Fritchley élénk kapcsolatokat tartott a London Éves Értekezlet tagjaival. | A Frichtley Általános Értekezlet 1870-ben megtartott első ülésén elfogadták az 1802-es London Fegyelmet rendszabályuknak korábbi szakadásokat követő elkülönülések helyett Fritchley élénk kapcsolatokat tartott a London Éves Értekezlet tagjaival. | A Frichtley Általános Értekezlet 1870-ben megtartott első ülésén elfogadták az 1802-es London Fegyelmet rendszabályuknak korábbi szakadásokat követő elkülönülések helyett Fritchley élénk kapcsolatokat tartott a London Éves Értekezlet tagjaival.        | |
| 1870                                        | | Feléledési Időszak a Gurneyita Ágazatban: - Konzervatív Barátok - Reform Barátok - Feléledési Barátok | Feléledési Időszak a Gurneyita Ágazatban: - Konzervatív Barátok - Reform Barátok - Feléledési Barátok | Feléledési Időszak a Gurneyita Ágazatban: - Konzervatív Barátok - Reform Barátok - Feléledési Barátok | | | | | |
| 1870                                        | Feléledési Barátok | Feléledési Barátok | Reform Barátok | Konzervatív Barátok | Konzervatív Barátok | | | | |
| 1870                                        | Idegen lélek: evangélizáló feléledési mozgalomból kölcsönzött módszerek, istentiszteleti- és kapcsolati formák, valamint hittani elvek bevezetése a Barátok hagyományos életébe. Érzelgős tanúságtételek, „előre-hívások”, pillanatnyi megtérések és „szentséges” átélések jellemezték hamarosan a Barátok benső és nyilvánosan tartott gyülekezéseit. | | | | | | | | |
| 1877                                        | | | | Konzervatív Barátok megjelenése ~ Az Orthodox Wilburita Ohio Éves Értekezlet elfogadta az új Gurneyita-szerű csoportokat, de továbbra is ragaszkodott az egyszerű életmódhoz, öltözködésben, és egymás közötti értekezéseikben beszédben is megtartották a régi formákat, gyakorolták a váró istentiszteletet, valamint az ihletett igehirdetést, és a többi Ortodox Barátoktól (az igazi Wilburita irányzat) ténylegesen csupán a vallási oktatás bevezetése különböztette meg őket. | Konzervatív Barátok megjelenése ~ Az Orthodox Wilburita Ohio Éves Értekezlet elfogadta az új Gurneyita-szerű csoportokat, de továbbra is ragaszkodott az egyszerű életmódhoz, öltözködésben, és egymás közötti értekezéseikben beszédben is megtartották a régi formákat, gyakorolták a váró istentiszteletet, valamint az ihletett igehirdetést, és a többi Ortodox Barátoktól (az igazi Wilburita irányzat) ténylegesen csupán a vallási oktatás bevezetése különböztette meg őket. | Konzervatív Barátok megjelenése ~ Az Orthodox Wilburita Ohio Éves Értekezlet elfogadta az új Gurneyita-szerű csoportokat, de továbbra is ragaszkodott az egyszerű életmódhoz, öltözködésben, és egymás közötti értekezéseikben beszédben is megtartották a régi formákat, gyakorolták a váró istentiszteletet, valamint az ihletett igehirdetést, és a többi Ortodox Barátoktól (az igazi Wilburita irányzat) ténylegesen csupán a vallási oktatás bevezetése különböztette meg őket. | Konzervatív Barátok megjelenése ~ Az Orthodox Wilburita Ohio Éves Értekezlet elfogadta az új Gurneyita-szerű csoportokat, de továbbra is ragaszkodott az egyszerű életmódhoz, öltözködésben, és egymás közötti értekezéseikben beszédben is megtartották a régi formákat, gyakorolták a váró istentiszteletet, valamint az ihletett igehirdetést, és a többi Ortodox Barátoktól (az igazi Wilburita irányzat) ténylegesen csupán a vallási oktatás bevezetése különböztette meg őket. | | |
| 1900                                        | | Legtöbbjük feladta a váró istentisztelet gyakorlatát, s már a kifejezetten Gurneyita Éves Értekezletek leszármazottjai is többnyire lelkészi gyakorlatokat követnek. Ami pedig az életforma külső jeleit illeti, a hagyományos egyszerű ruházat és beszéd még a konzervatívok között is kihaló félben volt a 20. század fordulójára, s a 20. század közepére csupán a konzervatív elöljárók fémjelévé vált, de soha nem tűnt el teljesen. | Legtöbbjük feladta a váró istentisztelet gyakorlatát, s már a kifejezetten Gurneyita Éves Értekezletek leszármazottjai is többnyire lelkészi gyakorlatokat követnek. Ami pedig az életforma külső jeleit illeti, a hagyományos egyszerű ruházat és beszéd még a konzervatívok között is kihaló félben volt a 20. század fordulójára, s a 20. század közepére csupán a konzervatív elöljárók fémjelévé vált, de soha nem tűnt el teljesen. | Legtöbbjük feladta a váró istentisztelet gyakorlatát, s már a kifejezetten Gurneyita Éves Értekezletek leszármazottjai is többnyire lelkészi gyakorlatokat követnek. Ami pedig az életforma külső jeleit illeti, a hagyományos egyszerű ruházat és beszéd még a konzervatívok között is kihaló félben volt a 20. század fordulójára, s a 20. század közepére csupán a konzervatív elöljárók fémjelévé vált, de soha nem tűnt el teljesen.                                             | Legtöbbjük feladta a váró istentisztelet gyakorlatát, s már a kifejezetten Gurneyita Éves Értekezletek leszármazottjai is többnyire lelkészi gyakorlatokat követnek. Ami pedig az életforma külső jeleit illeti, a hagyományos egyszerű ruházat és beszéd még a konzervatívok között is kihaló félben volt a 20. század fordulójára, s a 20. század közepére csupán a konzervatív elöljárók fémjelévé vált, de soha nem tűnt el teljesen.                                             | | | | |
| 1917                                        | | Amerikai Barátok Szolgálati Bizottságát (AFSC), a katonai szolgálatot lelkiismereti okokból megtagadók ügyének pártolására, támogatására, és az európai segítségnyújtás szervezésére alapították meg az egész kvékerség számára. | Amerikai Barátok Szolgálati Bizottságát (AFSC), a katonai szolgálatot lelkiismereti okokból megtagadók ügyének pártolására, támogatására, és az európai segítségnyújtás szervezésére alapították meg az egész kvékerség számára. | Amerikai Barátok Szolgálati Bizottságát (AFSC), a katonai szolgálatot lelkiismereti okokból megtagadók ügyének pártolására, támogatására, és az európai segítségnyújtás szervezésére alapították meg az egész kvékerség számára. | | | | | |
| 1940                                        | | A hadsereg helyett a hagyományos „Béke Egyházak” által irányított táborokban, polgári szolgálat (Civilian Public Service ~ CPS) formájában dolgozhattak. Az állami Honvédelmi Kötvény és a Honvédelmi Bélyegek mintájára az AFSC létrehozta a „CPS Alapítvány Kötvényt” és a „Béke Bélyeget”. | A hadsereg helyett a hagyományos „Béke Egyházak” által irányított táborokban, polgári szolgálat (Civilian Public Service ~ CPS) formájában dolgozhattak. Az állami Honvédelmi Kötvény és a Honvédelmi Bélyegek mintájára az AFSC létrehozta a „CPS Alapítvány Kötvényt” és a „Béke Bélyeget”. | A hadsereg helyett a hagyományos „Béke Egyházak” által irányított táborokban, polgári szolgálat (Civilian Public Service ~ CPS) formájában dolgozhattak. Az állami Honvédelmi Kötvény és a Honvédelmi Bélyegek mintájára az AFSC létrehozta a „CPS Alapítvány Kötvényt” és a „Béke Bélyeget”. | | | | | |
| 1941                                        | | | | | Philadelphiában az Ortodox- és a Hicksiták Éves Értekezletei közös ügyleti tanácskozásokat tartanak. | Philadelphiában az Ortodox- és a Hicksiták Éves Értekezletei közös ügyleti tanácskozásokat tartanak. | | | |
| 1945                                        | | | Az ortodox Új-Anglia-, és a Gurneyita Éves Értekezletek egyesültek Az egyszerű életre való törekvés eltűnése tagadhatatlanul nagymértékben járult hozzá ehhez a változáshoz, mivel a Barátok nem hivatkozhattak többé külső megjelenésükre a további elkülönülésük igazolására. | Az ortodox Új-Anglia-, és a Gurneyita Éves Értekezletek egyesültek Az egyszerű életre való törekvés eltűnése tagadhatatlanul nagymértékben járult hozzá ehhez a változáshoz, mivel a Barátok nem hivatkozhattak többé külső megjelenésükre a további elkülönülésük igazolására. | Az ortodox Új-Anglia-, és a Gurneyita Éves Értekezletek egyesültek Az egyszerű életre való törekvés eltűnése tagadhatatlanul nagymértékben járult hozzá ehhez a változáshoz, mivel a Barátok nem hivatkozhattak többé külső megjelenésükre a további elkülönülésük igazolására. | Az ortodox Új-Anglia-, és a Gurneyita Éves Értekezletek egyesültek Az egyszerű életre való törekvés eltűnése tagadhatatlanul nagymértékben járult hozzá ehhez a változáshoz, mivel a Barátok nem hivatkozhattak többé külső megjelenésükre a további elkülönülésük igazolására. | | | |
| 1967 Anglia                                 | | | 1937 – A Fritchley Általános Értekezlet hivatalos kapcsolatokat tart a London Éves Értekezlettel | 1937 – A Fritchley Általános Értekezlet hivatalos kapcsolatokat tart a London Éves Értekezlettel | 1937 – A Fritchley Általános Értekezlet hivatalos kapcsolatokat tart a London Éves Értekezlettel | | | | |
| 1967 Anglia                                 | A Fritchley Általános Értekezlet végül egyesül a London Éves Értekezlettel | | | | | | | | |
| 1970                                        | | | 1970-es évek elejétől a világ keresztény közösségeiben végigsöprő karizmatikus mozgalom a konzervatív Ohió Éves Értekezletben is meglehetősen összetett hatást fejtett ki: új konzervatív törekvések túlsúlyba kerültek. | 1970-es évek elejétől a világ keresztény közösségeiben végigsöprő karizmatikus mozgalom a konzervatív Ohió Éves Értekezletben is meglehetősen összetett hatást fejtett ki: új konzervatív törekvések túlsúlyba kerültek. | 1970-es évek elejétől a világ keresztény közösségeiben végigsöprő karizmatikus mozgalom a konzervatív Ohió Éves Értekezletben is meglehetősen összetett hatást fejtett ki: új konzervatív törekvések túlsúlyba kerültek. | | | | |
| 20. század                                  | | | | | 20. század vége: Egymástól független csoportok legjobban „neo-primitív”-ként írhatók le, mivel aggódva figyelmeztetik egymást a „megtévedt” (értsd: liberális / karizmatikus hatások alatt lévő) éves értekezletekkel való egyesülés megrontó veszélyeiről. | 20. század vége: Egymástól független csoportok legjobban „neo-primitív”-ként írhatók le, mivel aggódva figyelmeztetik egymást a „megtévedt” (értsd: liberális / karizmatikus hatások alatt lévő) éves értekezletekkel való egyesülés megrontó veszélyeiről. | 20. század vége: Egymástól független csoportok legjobban „neo-primitív”-ként írhatók le, mivel aggódva figyelmeztetik egymást a „megtévedt” (értsd: liberális / karizmatikus hatások alatt lévő) éves értekezletekkel való egyesülés megrontó veszélyeiről. | 20. század vége: Egymástól független csoportok legjobban „neo-primitív”-ként írhatók le, mivel aggódva figyelmeztetik egymást a „megtévedt” (értsd: liberális / karizmatikus hatások alatt lévő) éves értekezletekkel való egyesülés megrontó veszélyeiről. | 20. század vége: Egymástól független csoportok legjobban „neo-primitív”-ként írhatók le, mivel aggódva figyelmeztetik egymást a „megtévedt” (értsd: liberális / karizmatikus hatások alatt lévő) éves értekezletekkel való egyesülés megrontó veszélyeiről. |
| Kifelé Tekintés, Létszám Bűvölete, Tágas Út | Kifelé Tekintés, Létszám Bűvölete, Tágas Út | Kifelé Tekintés, Létszám Bűvölete, Tágas Út | Kifelé Tekintés, Létszám Bűvölete, Tágas Út | Kifelé Tekintés, Létszám Bűvölete, Tágas Út | Kifelé Tekintés, Létszám Bűvölete, Tágas Út | Befeléfordulás, Lélek Vezetése, Szoros Út | Befeléfordulás, Lélek Vezetése, Szoros Út | Befeléfordulás, Lélek Vezetése, Szoros Út | Befeléfordulás, Lélek Vezetése, Szoros Út |
|                                             | | | | | | | | | |